# Zlobice
Zlobice település Csehországban, Kroměříži járásban. Zlobice Rataje, Lutopecny, Věžky, Zborovice, Bezměrov és Kojetín településekkel határos. Lakosainak száma 591 fő (2024. január 1.).

## Népesség
A település lakosságának változását az alábbi diagram mutatja:
| Lakosok száma | 648  | 727  | 817  | 674  | 678  | 587  | 635  | 621  | 598  | 591  |
|               | 1869 | 1890 | 1921 | 1950 | 1980 | 2001 | 2017 | 2019 | 2022 | 2024 |